# R. Dennis Cook
Ralph Dennis Cook (ur. 1944) – amerykański statystyk, profesor Uniwersytetu Minnesoty. Twórca odległości Cooka (miary statystycznej wykorzystywanej w ramach analizy regresji) oraz testu Cooka-Weisberga.